# Mussertpaal

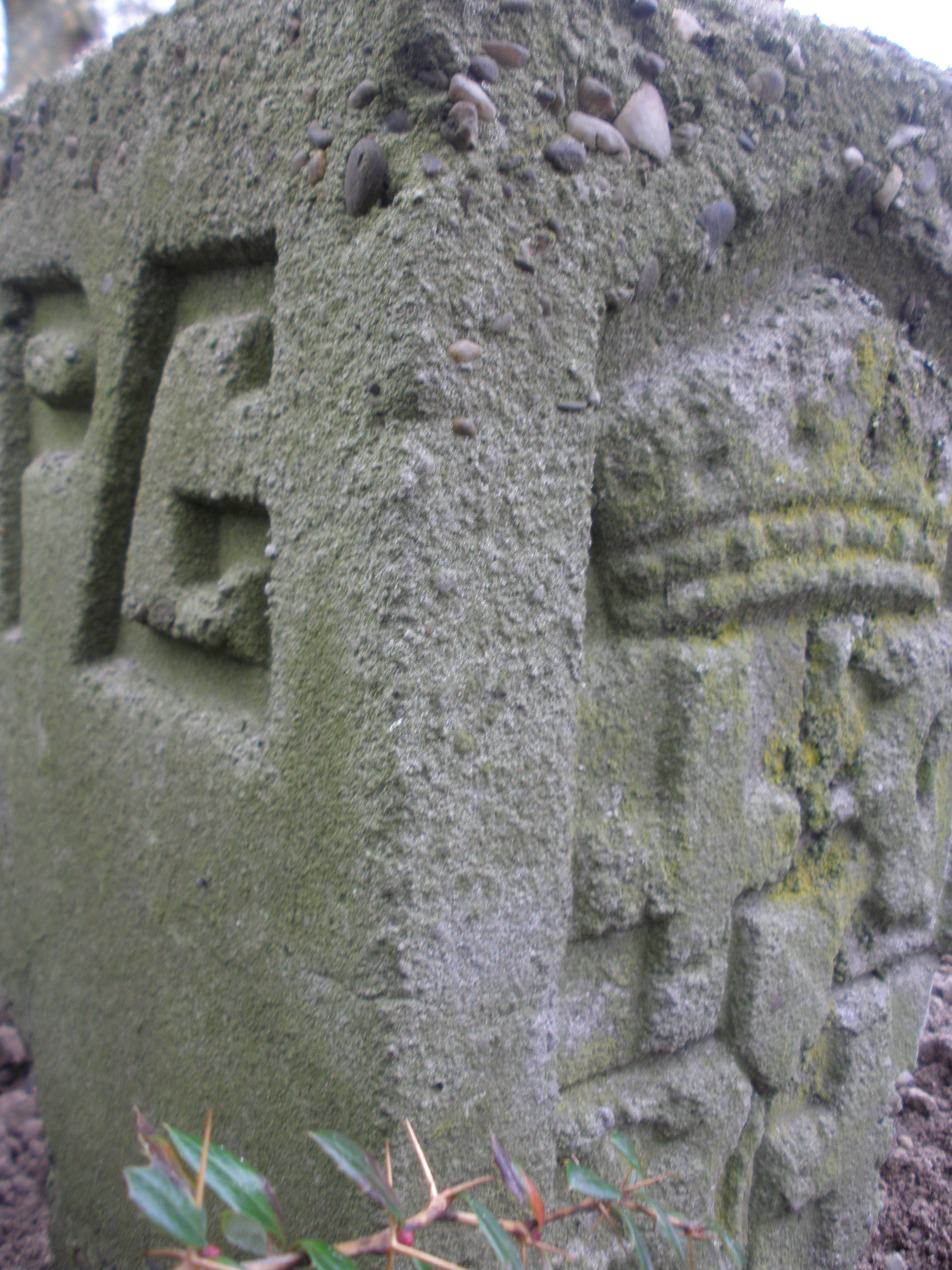
Mussertpaal langs de N228 in Montfoort

Een Mussertpaal is de benaming voor een betonnen grenspaal zoals die langs sommige doorgaande wegen in de Nederlandse provincie Utrecht zijn geplaatst op initiatief van Anton Mussert. 
Mussert werkte van 1920 tot 1934 als ingenieur bij de Provinciale Waterstaat Utrecht en werd speciaal belast met het provinciaal wegenplan, een nieuwe landelijke ontwikkeling. De palen markeren de grens tussen de provinciale grond en particulier eigendom. Op de achterkant van de palen staan daarom de letters PG: Provinciale Grond. Op de andere zijden van de paal staat het provinciewapen van Utrecht.

## Bewaard gebleven palen
Er zijn veel Mussertpalen bewaard gebleven. Een groot aantal is te vinden langs de Hamseweg in Hoogland. 
Andere wegen waar nog Mussertpalen bij staan zijn:

### N226
Tussen Leersum en Maarsbergen, oostzijde 

### N228
- Achthoven: drie palen aan de Slotlaan (oude traject van de provinciale weg).
- Montfoort: twee palen ter hoogte van de kruising met de Boslaan.

### N411
Tussen Utrecht en Bunnik: vier palen vlak bij de Rhijnauwenselaan ter hoogte van hectometer 3.3

### N416
Tussen Elst en Veenendaal, oostzijde
- Bij een perceel in Veenendaal staan er twee in de achtertuin, dat is niet de oorspronkelijke locatie.

### Houten
Bij De Poort (4), Granietsteen (2), Zonnehout (2), Prins Bernardweg (6), Provinciale weg (2) en De Trip (12)